# سيكلاد (شبكة)
شبكة سيكلاد (بالفرنسية: CYCLADES) 
تنطق بالفرنسية: [siklad]
، هي شبكة بيانات فرنسيّة أنشئت في مطلع السبعنيات من القرن العشرين، لغرض وصل الباحثين مع بعضهم البعض عن بعد، وهي أول شبكة تعتمد مبدأ تبديل الرزم بشكل ناجح.
كانت شبكة سيكلاد هي أول شبكة تجعل مسؤولية توصيل البيانات بشكل موثوقٍ من مهام المُضيفين عوضاً عن جعلها خدمة مركزيّة في الشبكة، حيث تمّ تبادل الرزم باستعمال بروتوكولات لا تضمن توصيل البيانات بشكل موثوق، ولكنّها تحاول التوصيل بأفضل ما يُتاح لها (Best-effort delivery). في هذه الشبكة، سمح للمُضيفين بتطبيق خوارزميات كشف وتصحيح الأخطاء، كما دعم عمل البروتوكول بين الطرفيات، هذا المبدأ أصبح يُعرف لاحقاً باسم مبدأ الطرفين. نجح تصميم الشبكة في تقليل التأخير وتقليل احتمال حصول نقطة العطل المفردة، وقد أثّرت هذه المبادئ والمفاهيم على تطوير حزمة بروتوكولات الإنترنت في شبكة الأربانت لاحقاً.
موّلت الحكومة الفرنسية إنشاء الشبكة، من خلال معهد أبحاث المعلوماتيّة والأتمتة (IRIA)، وهو ما يعرف اليوم باسم المعهد القومي لأبحاث المعلوماتية والتحكم (بالفرنسية: Institut national de recherche en informatique et en automatique INRIA)، وقد شاركت عدّة شركات فرنسيّة مُصنّعة للحواسب ومعاهد بحثيّة وجامعات في الجهود المبذولة، عهدت إدارة المشروع للويس بوزان.

## نبذة تاريخيّة
أثّرت شبكة سيكلاد على تطوّر المُفاهيم المرتبطة بالشبكات، وخاصّة تلك المُرتبطة بنقل وظائف الوثوقية إلى المُضيفين عوضاً عن كونها خدمة تُقدّمُها الشبكة، وهو المُبدأ الذي أصبح يُعرف لاحقاً باسم مبدأ الطرفين، كما ساهمت الشبكة بشكل كبير في تقليل التعقيد المرتبط بمفهوم تبديل الرزم، وهو المبدأ الذي اعتمد لاحقاً في تصميم وبناء شبكة الإنترنت.

### التصميم والتنفيذ
بدأت عمليّة التصميم وبناء فريق العمل في العام 1972، ثُمّ في نوفمبر من العام 1973م أبصر النموذج الأولي النور، وكان مكوناً من ثلاث مُضيفين ومبدل رزم وحيد، واستمر العمل في العام 1974م، وتم إضافة ثلاث مُبدلات جديدة، ولكن الشبكة كانت تعمل لمدة ثلاث ساعات يومياً فقط. وارتفع عدد المُبدلات إلى سبعة في شهر يونيو من نفس العام مع توافر الشبكة بشكلٍ دائم.
بالتوازي مع ذلك، جرى تطوير مُجمّعات طرفيّة (Terminal concentrators)، وهي طرفيات يلعب كل منها دور مُضيف صغير (Mini-host)، وهي قادرة على تقديم الخدمات التي يحتاجُها المُستخدمون أو التطبيقات. في العام 1975م، تقلّصت الشبكة بسبب العقبات الماديّة، ولكنّها كانت قادرة على تقديم خدمات مثل: تسجيل الدخول عن بعد والتحكّم بتنفيذ البرامج عن بعد ونقل الملفات وغيرها.
مع حلول العام 1976، تمّ الانتهاء من بناء الشبكة بشكلٍ كامل، وضمّت عشرين عقدة مع وصلات إلى كلٍ من مخبر الفيزيائي القومي (NPL) في لندن، ووكالة الفضاء الأوروبية (ESA) في روما، وشبكة المعلوماتيّة الأوروبيّة (EIN).

### نهاية الشبكة
بدءاً من العام 1976م، عملت خدمة البريد والتلغراف والهاتف (PTT) على تطوير شبكة ترانسباك (Transpac)، وهي شبكة رزم اعتمدت المعيار إكس 25 (X.25)، واستمرّ الجدل حول نجاعة استخدام شبكات حزم البيانات في مُقابل الاعتماد على الدرات الافترضية (VC)، تمّ تعليق التمويل في نفس العام، ثُمّ توقّف المشروع بالكامل في سنة 1978م.

## تفاصيل تقنيّة

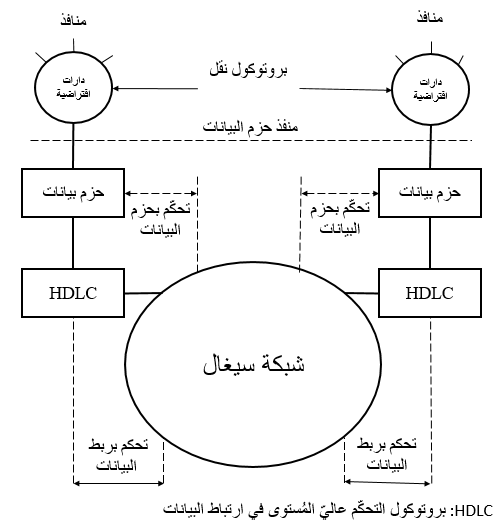
نموذج عمل شبكة سيكلاد.

اعتمدت شبكة سيكلاد على معمارية طبقية، كما هو هو الحال في شبكة الانترنت. وكانت وسُمّي الوسط المادي الذي قام بنقل الرزم بشبكة سيغال (CIGALE). على أيّة حال، أمّنت شبكة سيكلاد نقلاً غير موثوقٍ للرزم، وبسبب ذلك فإن تصميم الشبكة أصبح أبسط.
أوجد لويس بوزان كلمة حزمة البيانات (Datagram)، من خلال الدمج بين كلمتي تيليغرام (Telegram) وبيانات (Data)، أمّا أصل كلمة سيغال (بالفرنسية: CIGALE) 
تنطق بالفرنسية: [siɡal]
```
والتي تعني 
حشرة زيز الحصاد
، فيعود إلى حقيقة أنّ مُطوريّ الشبكة أضافوا مُكبر صوت لكل حاسب بحيث يصدر إشارة صوتيّة عند نقل الرزم، ومع نقل العديد منها يصبح الصوت مشابهاً لصوت زيز الحصاد.
[
14
]
```

دعمت شبكة سيغال بروتوكول توجيه يعمل بخوارزمية شعاع المسافة، وسمحت بتجربته بعدّة سيناريوهات. كما احتوت على بروتوكول تزامن في جميع المبدلات، وقد أجريت فيها واحدة من أوائل محاولات التحكم بالازدحام من خلال التخلّص من الرزم الفائضة.
بُني بروتوكول نقل بحسب مبدأ الطرفين ليعمل فوق البنية السابقة ويؤمّن خدمة نقل موثُوق، وفوق هذا البروتوكول عملت التطبيقات. بهذا الشكل، أمّنت الشبكة نقل البيانات بصورة موثُوقة بشكل تجمّعات سُمّيت الرسائل (letter)، لا على شكل دفق من البايتات. كان بروتوكول النقل المستعمل قادراً على التعامل مع حالات وصول الرزم بترتيب مغاير للإرسال، باستخدام إشعارات الاستلام(Acknowledgment) وزمن المُهلة (Timeout)، بالإضافة لدعمه النوافذ المنزلقة والتحكم بالتدفق.
يُعلّق لويس بوزان، المهندس الذي أشرف على بناء الشبكة، على استعمال مفهوم حزم البيانات فيها:

## قراءة موسّعة
- سيغال، آلة تبديل الرزم الخاصة بشبكة سيكلاد، مقالة بقلم لويس بوزان، عام 1974م.
- تقديم شبكة الحاسب سيكلاد ومفاهيمها الأساسية، مقالة بقلم لويس بوزان، عام 1975م.
- شبكة سيكلاد، الحالة الحالية وتطلعات التطوير، مقالة بقلم لويس بوزان، عام 1975م.

## وصلات خارجية
- شهادة على شبكة الإنترنت والشبكات (1969-1978)، مقالة بقلم ميشيل إيل (باللغة الفرنسية).
- خلفية تاريخيّة عن تطور الشبكات في أوروبا، (باللغة الإنكليزية).